# Liste der Monuments historiques in Fronville
Die Liste der Monuments historiques in Fronville führt die Monuments historiques in der französischen Gemeinde Fronville auf.

## Liste der Objekte
| Bezeichnung                | Beschreibung                                                                                                 | Standort                       | Kennzeichnung | Schutzstatus | Datum | Bild |
| -------------------------- | --- | ------------------------------ | ------------- | ------------ | ----- | ---- |
| Hauptaltar                 | Altartisch, Tabernakel, Retabel, Gemälde und Skulpturen; Stein, Ende des 17. Jahrhunderts, signiert Bancelin | in der Kirche St-Lumier (Lage) | PM52000494    | Classé       | 1965  |      |
| Kelch                      | Silber, Ende des 18. Jahrhunderts                                                                            | in der Kirche St-Lumier (Lage) | PM52000495    | Classé       | 1984  |      |
| Orgel                      | Haupteintrag für PM52000496                                                                                  | in der Kirche St-Lumier (Lage) | PM52001494    | Classé       | 1980  |      |
| Instrumentalteil der Orgel | um 1831 von Jean-Baptiste Gavot gebaut                                                                       | in der Kirche St-Lumier (Lage) | PM52000496    | Classé       | 1980  |      |